# Don’t Think Twice, It’s All Right
Don’t Think Twice, It’s All Right (lub Don’t Think Twice, It’s Alright) – piosenka napisana przez Boba Dylana, którą nagrał w 1962 roku. Utwór wydano na jego drugim albumie The Freewheelin’ Bob Dylan (1963). Piosenka została wydana też na stronie B singla „Blowin’ in the Wind”. Jest to jeden z najbardziej popularnych utworów Dylana.

## Historia
Dylan skomponował tę piosenkę w momencie, w którym zorientował się, że Suze Rotolo, jego miłość z Nowego Jorku, wyjechała pod koniec 1962 roku do Włoch, co odebrał jako faktyczne zerwanie przez nią ich związku. Korzystając z pobytu w Londynie (nagrania do sztuki teatralnej), poleciał za nią do Rzymu, jednak nie spotkał jej tam, ponieważ ona zdążyła wyjechać już do Nowego Jorku.
Wszystkie wykonania Dylana miały ostry ton i jadowitość, nawet te ostatnie; być może myślał także o swojej byłej żonie, która rozwiodła się z nim w 1976 roku. Natomiast wykonania artystów interpretujących jego kompozycję, z reguły są bardzo łagodne i ignorują jego złośliwy ton.

## Tekst
Piosenka jest utworem o końcu miłości. Mimo całej swojej subtelności i wyrafinowania poetyckiego, jest także niszcząco złośliwa. Dylan nawet zdecydował się na umieszczenie jako okładki fotografii ukazującej ich wspólny spacer po Nowym Jorku.
Chociaż jest to piosenka folkowa, to jednak zupełnie nietypowa ze względu na zręczne zrównoważenie tkliwości i gniewu, cierpienia i chłodu itd. Jednak ostatnie wersy utworu są już właściwie formą złośliwej zemsty. Dylan oskarża swoją kochankę o niedojrzałość, pragnienie jego duszy (chociaż on dał jej całe swoje serce) i wreszcie oskarża ją o największą zbrodnię – zabranie mu (czy zniszczenie) jego „drogocennego czasu”.

## Muzyka
Pierwowzorem utworu jest najprawdopodobniej ballada „Scarlet Ribbons for Her Hair”, którą poznał dzięki interpretacji „Who’s Gonna Buy You Ribbons (When I’m Gone) swojego kolegi Paula Claytona. Sam Dylan wskazał jeszcze drugie źródło pisząc w programie do Newport Folk Festival w 1963 roku, że „bez piosenki «Lone Green Valley» nie byłoby «Don’t Think Twice, It’s All Right»”.

## Sesje
14 listopada 1962 roku w Columbia Studio A w Nowym Jorku zrealizowano sesję nagraniową do albumu The Freewheelin’ Bob Dylan (wbrew nocie z okładki, piosenka jest wykonywana solowo, bez towarzyszenia zespołu). W październiku 1962 roku Dylan po raz pierwszy wykonał tę piosenkę publicznie w nowojorskiej kawiarni The Gaslight Cafe; nagrania zostały wydane na albumie Live at the Gaslight 1962 (2005). W marcu 1963 roku (przed ukazaniem się albumu) Dylan zarejestrował utwór u swojego wydawcy Witmark Music w Nowym Jorku; ta wersja ukazała się na albumie The Bootleg Series Vol. 7: No Direction Home: The Soundtrack (2005).
26 października 1963 muzyk wystąpił w nowojorskiej sali koncertowej Carnegie Hall, gdzie po raz pierwszy po ukazaniu się albumu The Freewheelin’ Bob Dylan wykonał publicznie piosenkę „Don’t Think Twice, It’s All Right”. Był to bardzo ważny koncert dla Dylana, ponieważ był to pierwszy jego występ, na który zaprosił swoich rodziców. Koncert został nagrany, a część materiału miała się ukazać na pierwszym koncertowym albumie Dylana, ale projekt został porzucony. 14 maja 1964 roku Dylan dokonał nagrań w telewizyjnym studiu Didsbury w Manchesterze (Anglia) dla programu Halleluiah (program nigdy nie został wyemitowany). 17 maja 1964 roku Amerykanin zagrał koncert w Royal Festival Hall w Anglii (zarejestrowany przez Pye Records).
17 lutego 1969 roku zrealizowano sesje nagraniowe do albumu Nashville Skyline (1969). Dylan zrealizował wówczas co najmniej 3 nagrania tej piosenki, ale nie ukazała się ona na tym albumie. Były to próby podjęte z Johnnym Cashem; Cash nagrał ten utwór na potrzeby swojego albumu.

## Dyskografia
- 1963: The Freewheelin’ Bob Dylan
- 1971: Bob Dylan’s Greatest Hits Vol. II
- 1974: Before the Flood
- 1979: Bob Dylan at Budokan
- 2004: The Bootleg Series Vol. 6: Bob Dylan Live 1964, Concert at Philharmonic Hall
- 2005: The Bootleg Series Vol. 7: No Direction Home: The Soundtrack
- 2005: Live at the Gaslight 1962
- 2007: Dylan

## Wersje innych wykonawców
Wersja nagrana przez amerykański zespół The Four Seasons (jako wykonawca na okładce singla widniała nazwa The Wonder Who?, którą zespół wykorzystał wydając 4 single) została wydana na singlu, który w grudniu 1965 roku na kanadyjskiej liście przebojów „RPM” Top Singles dotarł do 1. pozycji. W Stanach Zjednoczonych ich cover wydany na singlu znalazł się na 12. miejscu zestawienia „Billboardu” Hot 100.
- 1963: Joan Baez – Joan Baez in Concert, Part 2 (First Ten Years, 1970; Golden Hour, 1972; Joan Baez in Concert, 1976; Ring Them Bells, 1995; Live at Newport, 1996; Baez Sings Dylan, 1998)
- 1963: Peter, Paul and Mary – In the Wind (Ten Years Together, 1970)
- 1963: Bobby Darin – Golden Folk Hits (Darin 1936–1973, 1974)
- 1964: José Feliciano – Voice & Guitar of José Feliciano
- 1965: Odetta – Odetta Sings Dylan
- 1965: Johnny Cash – Orange Blossom Special
- 1965: Cher – All I Really Want to Do (You Better Sit Down Kids, 1996; Original Hits, 1998)
- 1965: Jackie DeShannon – In the Wind
- 1965: Chad & Jeremy – I Don't Want to Lose You
- 1965: Trini Lopez – The Folk Album
- 1965: Waylon Jennings – Don't Think Twice (Waylon Jennings with Phase One: The Early Years, 2002)
- 1965: Hugues Aufray – Olympia 64 (fr. „N’y pense plus, tout est bien”)[4]
- 1965: The Seekers – A World of Our Own
- 1966: Duane Eddy – Douane Does Bob Dylan
- 1968: Burl Ives – Times They Are a-Changin’
- 1968: John Martyn – London Conversation
- 1970: Ramblin’ Jack Elliott – Bull Durham Sacks and Railroad Tracks (Essential Ramblin’ Jack Elliott, 1970; Me & Bobby McGee, 1995; Kerouac’s Last Dream, 1997)
- 1970: Brook Benton – Home Style
- 1970: The Ventures – 10th Anniversary Album
- 1971: Lawrence Welk – Wonderful, Wonderful
- 1971: Stone the Crows – Teenage Licks
- 1972: Booker T. and Priscilla Jones – Home Grown
- 1973: Elvis Presley – Elvis (Walk a Mile in My Shoes, 1995)
- 1975: Melanie – As I See It Now
- 1975: Arlo Guthrie and Pete Seeger – Together in Concert
- 1978: Doc Watson – Look Away
- 1987: Four Seasons – 25th Anniversary Collection (Anthology, 1988)
- 1996: Clarence „Gatemouth” Brown – Long Way Home
- 1999: Nick Drake – Tanworth in Arden 1967–1968
- 1999: Steve Howe – Portraits of Bob Dylan
- 2002: Bryan Ferry – Frantic
- 2002: Susan Tedeschi – Wait for Me